# Evelyn Sears

Evelyn Sears, conforme retratada em uma publicação datada de 1907

Evelyn Georgianna Sears (Waltham, 9 de março de 1875 - 10 de novembro de 1966) foi uma tenista estadunidense. Ela ganhou um torneios de simples do US Open. 